# Delplanqueia
Delplanqueia is een geslacht van vlinders van de familie snuitmotten (Pyralidae).

## Soorten
- D. cortella (Constant, 1884)
- D. dilutella - Kleine tijmlichtmot (Denis & Schiffermüller, 1775)
- D. inscriptella (Duponchel, 1836)